# تشهار برج العليا (غرمخان)
تشهار برج العلیا (بالفارسية: چهاربرج علیا) هي قرية تقع في إيران في قسم غرمخان الريفي. يقدر عدد سكانها بـ 0 نسمة بحسب إحصاء 2016.